# هالیدی هایتس (نیوجرسی)
هالیدی هایتس (به انگلیسی: Holiday Heights) یک منطقهٔ مسکونی در ایالات متحده آمریکا است که در برکلی، نیوجرسی واقع شده‌است. هالیدی هایتس ۱۲٫۸۰۴ کیلومتر مربع مساحت و ۲٬۰۹۹ نفر جمعیت دارد و ۲۰ متر بالاتر از سطح دریا واقع شده‌است.